# Ophiorrhiza longicornis
Ophiorrhiza longicornis är en måreväxtart som beskrevs av Hsien Shui Lo. Ophiorrhiza longicornis ingår i släktet Ophiorrhiza och familjen måreväxter. Inga underarter finns listade i Catalogue of Life.